# 中山道鵜沼宿町屋館
中山道鵜沼宿町屋館（なかせんどううぬまじゅくまちやかん）は、岐阜県各務原市鵜沼西町1丁目116番地3にある文化施設、博物館。
各務原市の条例では、各務原市の観光情報の発信、地域住民の交流の場とされているが、鵜沼宿の史料などを展示する博物館でもある。

## 概要
- 中山道鵜沼宿の旅籠「絹屋」として営業していた建物である。2006年（平成18年）にこの建物が各務原市に寄附され、各務原市が建物を修復。2008年（平成20年）5月24日に中山道鵜沼宿町屋館として開館。
- 開館当初から2018年（平成30年）3月までは各務原市歴史民俗資料館としても使用されていた。

## 建築
- 敷地は972.76m2。前庭と中庭（回遊式庭園）と3つの建物（主屋、附属屋、離れ）で構成されており、3つの建物は登録有形文化財、2008年（平成20年）4月1日には各務原市景観重要建造物に登録された。
- 「絹屋」は江戸時代後期の1864年（元治元年）以前に開業した旅籠である。明治維新後の1883年（明治16年）には旅籠から鵜沼駅三等郵便局（現・各務原東郵便局）に転業し、1964年（昭和39年）まで郵便局として使用された。

### 主屋
- 1864年（元治元年）以前に建設されたが、1891年（明治24年）の濃尾地震で倒壊。1907年（明治40年）に再建された。
- 平入り入母屋造瓦葺屋根の木造2階建ての建物であり、建築面積は145.99m2、延床面積は257.55m2[2]。1階の玄関、土間、和室（7室）が公開されている。土間は展示室となっており、鵜沼宿の史料の展示と観光資料の閲覧ができる。

### 附属屋
- 大正～昭和初期に建設されたと推定される建物である。
- 平入り切妻造瓦葺屋根の木造2階建ての養蚕小屋。建築面積は100.75m2、延床面積は140.17m2[2]。1階が公開されており、事務所と休憩室として使用されている。

### 離れ
- 昭和初期に中山道太田宿から移築されたと伝えられる建物。
- 妻入り切妻造り瓦葺屋根の木造1階建ての建物。建築面積は62.90m2、延床面積は62.90m2[2]。和室（2室）は一般に貸し出す（有料）ことも可能。

## 主な展示物
- 鵜沼宿に関わる資料
- 鵜沼郵便局に関わる資料

## 利用案内
- 開館時間：9:00-17:00
- 休館日：毎週月曜日（月曜日が祝日の場合、その翌日）、祝日の翌日（その日が土曜日、日曜日、月曜日、祝日の場合、さらにその翌日）、年末年始（12月28日 - 1月4日）
- 入館料：無料

## 交通アクセス
- 名鉄各務原線鵜沼宿駅より徒歩15分。
- JR高山本線鵜沼駅より徒歩20分。
- 各務原市ふれあいバス 鵜沼線 東西朝夕便「鵜沼西町」バス停下車徒歩2分。

## 周辺施設
- 二ノ宮神社
  - 二ノ宮神社古墳
- 菊川酒造本蔵・豆蔵・一号倉庫・二号倉庫
- 中山道鵜沼宿脇本陣
- 宇留摩庵